# Spalangia parfuscipes
Spalangia parfuscipes är en stekelart som beskrevs av S. Ahmad 1998. Spalangia parfuscipes ingår i släktet Spalangia och familjen puppglanssteklar. Inga underarter finns listade i Catalogue of Life.